# Hans Gauert
Hans Gauert, född 9 augusti 1925 i Hannover, död 2006, var en tysk-svensk arkitekt.
Gauert utexaminerades som arkitekt i Karlsruhe 1951. Efter ett par år i hemstaden kom han till Sverige, där han under tre år tjänstgjorde hos arkitekterna Jaenecke & Samuelsson och Hakon Ahlberg. Han var därefter under fyra år verksam i USA och tre år i Indien, innan han 1964 återvände till Sverige där han anställdes på arkitekten Jan Thurfjells kontor i Sundsvall. Gauert blev 1970 verkställande direktör för SCAAN, Swedish Civilengineers and Architects Corporation AB, ett samarbetsbolag för utlandsverksamhet, som bildats av FFNS och Thurfjell arkitektkontor och verkade i detta företag till pensioneringen 1990. Han arbetade under denna tid med bland annat stora skolprojekt i Iran, Centralafrika, Jemen och Nigeria. 